# Gymnosporia serrata
Gymnosporia serrata är en benvedsväxtart som beskrevs av Ludwig Eduard Theodor Loesener. Gymnosporia serrata ingår i släktet Gymnosporia och familjen Celastraceae. Inga underarter finns listade.